# Charles de Spoelberch de Lovenjoul

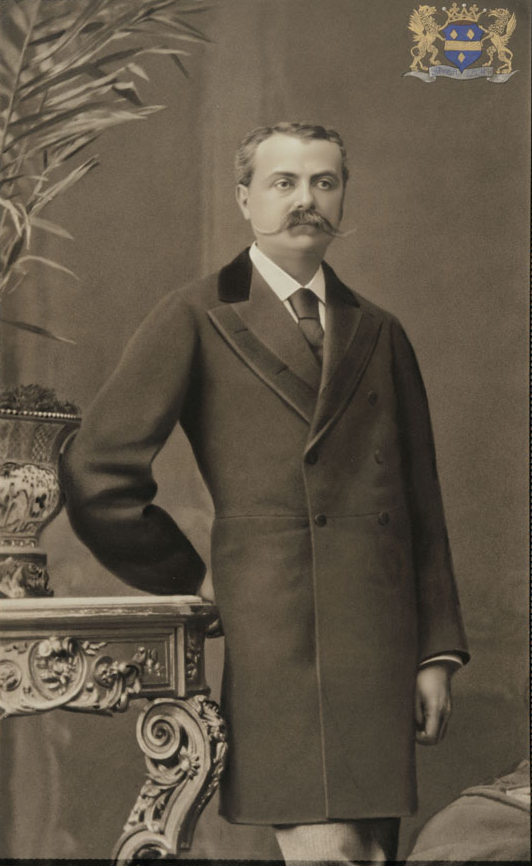

Il visconte Charles Spoelberch di Lovenjoul (Bruxelles, 30 aprile 1836 – Royat, 3 luglio 1907) è stato uno scrittore, collezionista e studioso belga.

## Biografia
Erede di un'antica famiglia aristocratica fiamminga, appassionato di letteratura francese, Lovenjoul creò una vasta biblioteca sugli scrittori francesi dell'Ottocento: libri, riviste letterarie, giornali e, dal 1870, manoscritti e lettere autografe, che lasciò all'Institut de France nel maggio 1905. La collezione comprende manoscritti e opere a stampa di Honoré de Balzac, George Sand, Théophile Gautier, la maggior parte della corrispondenza di Gustave Flaubert, ma anche molto su autori del XIX secolo, tra i quali Sainte-Beuve: 1500 manoscritti, 40.000 volumi a stampa, 900 titoli di periodici (per il periodo 1800-1907), oggetti e ricordi, e una grande quantità di archivi personali, compresa la corrispondenza, ricca di quindicimila lettere.
Installata in una casa a Chantilly nel 1910, la collezione è stata trasferita nella biblioteca dell'Institut de France nel 1987. I ritratti del padre di Honoré de Balzac e Laure de Berny sono esposti nella sala di lettura, insieme al ritratto fotografico di Lovenjoul.
Lovenjoul ha riunito gli scritti sparsi alla morte di Balzac da sua moglie, Evelyn Hanska. L'Institut de France ora mantiene la maggioranza dei manoscritti e bozze corrette di Balzac. Il catalogo, preparato da George Vicario, è stato pubblicato in una versione condensata: Chantilly, Biblioteca di Spoelberg Lovenjoul, Biblioteca Nazionale, 1960 (Catalogo generale delle biblioteche pubbliche di Francia, t. LII).
A cura di Lovenjoul sono state pubblicate le opere dei suoi autori preferiti.